# 1 Brygada Artylerii Armat

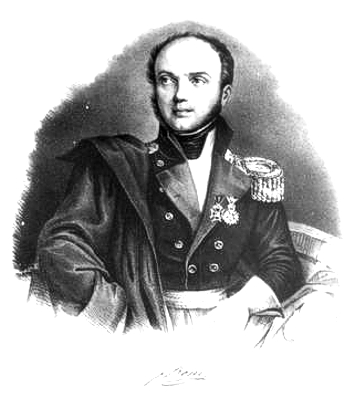
Patron 1 Brygady Artylerii

1 Warszawska Brygada Artylerii Armat im. Józefa Bema – związek taktyczny artylerii ludowego Wojska Polskiego.

## Formowanie brygady
Brygada została sformowana w Sielcach nad Oką na podstawie rozkazu organizacyjnego nr 1 dowódcy 1 Korpus Polskich Sił Zbrojnych w ZSRR z 19 sierpnia 1943. Dowódca brygady 3 września 1943 wydał pierwszy rozkaz dzienny. 24 września 1943 jednostka otrzymała imię Józefa Bema.
Organizacja Brygady Artylerii im. Józefa Bema w okresie od września do grudnia 1943 przedstawiała się następująco:
- dowództwo Brygady Artylerii
- bateria sztabowa
- 3 pułk artylerii ciężkiej
- 4 pułk artylerii przeciwpancernej
- 1 samodzielny dywizjon moździerzy
- 1 samodzielny dywizjon artylerii przeciwlotniczej

W grudniu 1943 jednostki wydzielono z brygady, z wyjątkiem 3 pac który rozformowano, tworząc trzy dywizjony artylerii ciężkiej podporządkowane dowództwu1 BAA (nazwa taktyczna – 1 Brygada Artylerii Ciężkiej).
1 kwietnia 1944 Brygada została włączona w skład 1 Armii Polskiej w ZSRR, a w lipcu 1944 w skład 1 Armii Wojska Polskiego.

## Żołnierze brygady
Dowódcy brygady
- płk Leon Bukojemski-Nałęcz[5](1943–1944)[6]
- płk Józef Błoński[5] (1944–1945)[7]
- ppłk Borys Chmielnicki (1949–1951)
- ppłk Albin Czarnecki (1951–1952)
- płk Ryszard Kubiczek (1952–1953)
- ppłk Władysław Hawro (1953–1955)
- płk Józef Klimkowski (1955–1957)
- płk Zbigniew Kotowski (1957–1958)
- ppłk Władysław Mróz (1958–1962)
- płk dypl. Jerzy Gaca (1962–1969)
- płk dypl. Maciej Grzybowski (1969–1975)
- płk dypl. Bolesław Grzesiecki (1975–1979)
- płk dypl. Kazimierz Rozum (1979–1983]
- płk dypl. Piotr Piszczatowski (1983–1985)
- płk dypl. Wiesław Pietrzak (1985–1993)

Zastępcy dowódcy ds. polityczno-wychowawczych
- mjr Marian Fedak[8]
- mjr Wiktor Grosz
- por. Stefan Sobczak
- kpt. Leszek Krzemień
- mjr Bolesław Jasiński
- mjr Stanisław Sapieżko

Zastępcy dowódcy ds. technicznych
- płk Władysław Romanowicz

Szefowie sztabu
- mjr Konstanty Strumiłow[7]
- mjr Kazimierz Szoszka[8]
- mjr Michał Karbownicki
- ppłk Władysław Łubiński

## Marsze i działania bojowe
Działania bojowe prowadziła w składzie 1 Armii WP, poczynając od wsparcia ogniowego pod Smoleńskiem (luty 1944) poprzez walki pod Turzyskiem, Puławami (lipiec – sierpień 1944). W 1945 r. brała udział w walkach o Wał Pomorski (luty – marzec 1945), następnie w operacji berlińskiej (kwiecień – maj 1945), kończąc nad Łabą szlak bojowy.

## Okres powojenny

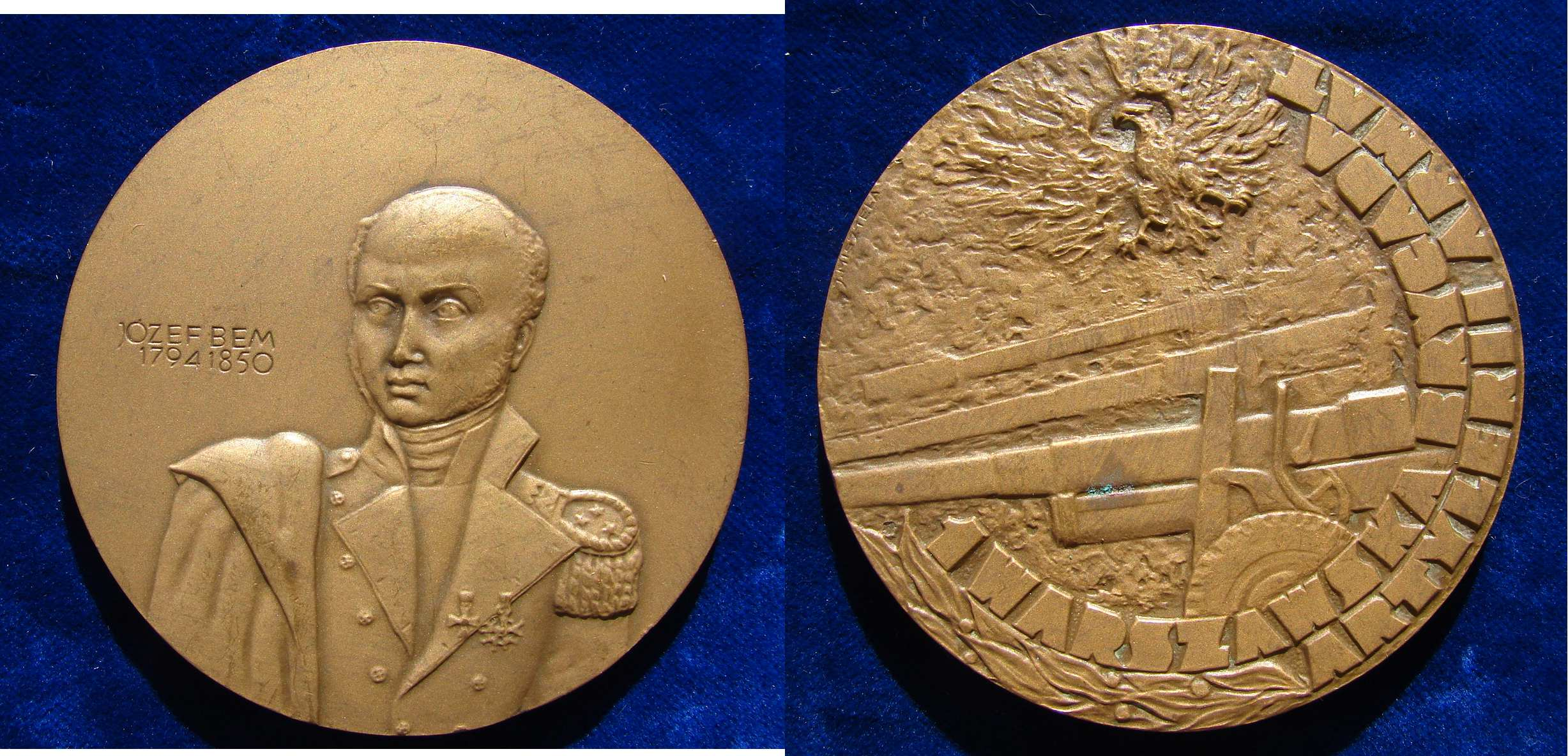
Medal okolicznościowy brygady

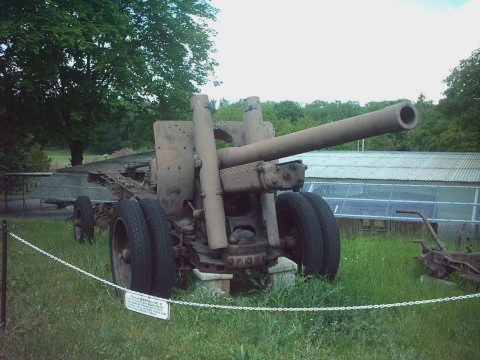
122 mm armata wz. 1931/37 (A-19)

Po zakończeniu działań wojennych do 4 lipca 1945 r. pełniła służbę okupacyjną w Niemczech, a następnie sztab oraz część pododdziałów skierowano do Bielska. Dywizjony ogniowe pozostały nad zachodnią granicą, w rejonie Kostrzyna, gdzie zastała je w październiku reorganizacja brygady.
Po rozwiązaniu, na bazie sztabu i pododdziałów brygady, sformowano:
- 85 Warszawski pułk artylerii ciężkiej,
- 24 Warszawski dywizjon artylerii ciężkiej,
- 25 Warszawski dywizjon artylerii ciężkiej.

W 1949 roku 24 i 25 dac razem z 27 dac zostały dyslokowane do garnizonu Węgorzewo i tam włączone w skład 15 Brygady Artylerii Ciężkiej. Dowódcą został mianowany ppłk Borys Chmielnicki, zastępcą ds. politycznych mjr Marian Fedak, szefem sztabu mjr Kazimierz Szoszka, a kwatermistrzem został mjr Stanisław Ślusarz. 19 stycznia 1958 wręczono brygadzie sztandar. 13 sierpnia 1958 przeglądu brygady dokonał minister obrony narodowej gen. broni Marian Spychalski.
W 1961, na podstawie rozkazu dowódcy Warszawskiego Okręgu Wojskowego nr 0141 z 24 lipca po rozwiązaniu sztabu 8 Dywizji Artylerii Przełamania, 15 Warszawska Brygada Artylerii Armat stała się jednostką samodzielną podporządkowaną bezpośrednio dowództwu Warszawskiego OW.
Na podstawie rozkazu nr 07 Ministra Obrony Narodowej z 4 maja 1967 jednostka została przemianowana na 1 Warszawską Brygadę Artylerii Armat im. gen. Józefa Bema. 26 września 1974 wizytował brygadę I sekretarz KC PZPR Edward Gierek oraz minister obrony narodowej gen. armii Wojciech Jaruzelski. 9 maja 1975 brygada otrzymała Order Sztandaru Pracy II klasy. 13 grudnia 1981, decyzją Wojskowej Rady Ocalenia Narodowego, na obszarze całego kraju wprowadzony został stan wojenny. Brygada postawiona została w stan pełnej gotowości bojowej i zgodnie z rozkazem pełniła służbę patrolową na obszarze województw suwalskiego i olsztyńskiego.
W marcu 1985 brygada brała udział na poligonie toruńskim w ćwiczeniach taktycznych pod kryptonimem „Laweta 85”. Brygadę wizytował główny inspektor szkolenia, wiceminister obrony narodowej gen. broni Eugeniusz Molczyk i dowódca Wojsk Rakietowych i artylerii WP gen. bryg. Włodzimierz Kwaczeniuk.
W 1989, na podstawie zarządzenia Szefa Sztabu Generalnego WP nr 088/Org. z 10 czerwca 1989, brygadę przeformowano w 1 Ośrodek Szkolenia Specjalistów Wojsk Rakietowych i Artylerii. Ośrodek składał się ze Szkoły Podchorążych Rezerwy, Szkoły Podoficerów Zawodowych oraz dwóch Szkół Podoficerów Zasadniczej Służby Wojskowej. Na wypadek wojny ośrodek miał formować 1 BAA. Ośrodek funkcjonował do 1993, kiedy to na jego bazie utworzono 1 Mazurską Brygadę Artylerii.

## Sztandar brygady
Sztandar ufundowany przez Związek Patriotów Polskich wręczony został brygadzie w dniu przysięgi 11 listopada 1943 roku w Dziwowie. Wykonany został w Moskwie.
Opis sztandaru:

Płat o wymiarach 90 × 90 cm, obszyty z trzech stron żółtą frędzlą, przymocowany do drzewca za pomocą skórzanej tulei. Drzewce z jasnego, politurowanego drewna z dwóch części skręconych za pomocą okuć stalowych. Głowica w kształcie orła wspartego na cokole skrzynkowym z napisem: "1 Brygada Artylerii im. Józefa Bema".
Strona główna:

Czerwony krzyż kawalerski, pola między ramionami krzyża białe. Pośrodku aplikowany i haftowany biało-szarą nicią orzeł w otoku wieńca laurowego aplikowanego z żółtego jedwabiu i haftowanego żółto-szaro-beżową nicią. Na ramionach napisy haftowane białą nicią: „HONOR I OJCZYZNA”, „ZA NASZĄ I WASZĄ WOLNOŚĆ”. Na białych polach, ozdobionych gałązkami lauru, haftowane biało-szarą nicią inicjały: „3 P.A.C.”, „4 P.PANC", „1 D.M.”, „1 D.P-lot.”.
Strona odwrotna:

Rysunek jak na stronie głównej. Pośrodku aplikowany i haftowany kolorowo wizerunek gen. Józefa Bema w otoku wieńca laurowego. Pod wizerunkiem napis biało-szarą nicią: „1 BRYGADA ARTYLERII IM. JÓZEFA BEMA”. Na dwu górnych białych polach, ponad gałązkami lauru, daty: „1848" „1943 11 XI”, na dolnych gałązki lauru.